# Марбл Хил (Мисури)
Марбл Хил (енгл. Marble Hill) град је у америчкој савезној држави Мисури.

## Демографија
По попису из 2010. године број становника је 1.477, што је 25 (-1,7%) становника мање него 2000. године.
| Група             | 2000.         | 2010.         |
| Белци             | 1.427 (95,0%) | 1.413 (95,7%) |
| Афроамериканци    | 2 (0,1%)      | 0 (0,0%)      |
| Азијати           | 12 (0,8%)     | 12 (0,8%)     |
| Хиспаноамериканци | 12 (0,8%)     | 26 (1,8%)     |
| Укупно            | 1.502         | 1.477         |